# Henri Belena
Henri Belena   (Madrid, 4 de desembre de 1940 - Troyes, 16 de maig de 2020) fou un ciclista francès, d'origen espanyol. Com amateur guanyar una medalla de plata al Campionat del món en ruta de 1961, per darrere del seu compatriota Jean Jourden.

## Palmarès
- 1959
  - 1r al Tour d'Eure-et-Loir